# Limnophila calcarea
Espèce
Limnophila calcarea est une espèce fossile d'insecte diptère de la famille des Limoniidae et du genre Limnophila.

## Classification
L'espèce Limnophila calcarea est décrite en 1939 par les paléontologues français Louis Émile Piton (1909-1945) et Nicolas Théobald (1903-1981),.

### Fossiles
Selon Paleobiology Database en 2023, cette espèce n'a qu'une collection référencée, de France, du Chattien ou Oligocène supérieur soit 28,4 à 23,03 Ma avant notre ère, de la localité de Puy-Saint-Jean dans le département du Puy-de-Dôme en Auvergne.

### Étymologie
L'épithète spécifique calcarea signifie en latin « calcaire », c'est évoquant le lieu de découverte, Puy-Saint-Jean, un lac de cratère calcaire de l'Oligocène.

## Description

### Caractères
« Empreinte et contre-empreinte d'une aile de Diptère. Aile claire et transparente de forme allongée. Nervure costale (C) bien visible jusqu'au sommet de l'aile ; nervure sous-costale (Sc) se terminant vers le tiers extérieur de l'aile en se rapprochant brusquement du bord antérieur où elle se termine dans C. Une nervure transversale semble relier Sc à la nervure suivante (R). Nervure radiale (R) à peu près parallèle au bord antérieur de l'aile et se terminant dans C au quart externe de l'aile en s'infléchissant brusquement. Le secteur du radius (Rs) se détache de R vers le milieu de l'aile ; il présente une première fourche en a et une seconde en b, a et b se trouvant de part et d'autre de l'extrémité de Sc. La nervure Rs se divise ainsi en trois branches : R2, R3, R4, qui après s'être légèrement incurvées, se terminent avant le sommet de l'aile. La nervure médiane issue de la base de l'aile se ramifie et entoure une cellule discale de forme hexagonale, réunie à Rs et à Cu par deux nervures transversales (m et m Cu). De la cellule discale partent trois nervures simples (M1, M2, M3) se dirigeant vers le bord externe de l'aile. La nervure cubitale (Cu) est légèrement brisée au départ de la nervure transversale m cu. Le champ anal est parcouru par deux nervures anales (A).
Les nervures médianes, anales et la nervure Sc sont des nervures basses, les autres sont des nervures hautes, c'est-à-dire faisant saillie à la face supérieure ».

### Dimensions
Longueur totale : 8,5 mm ; largeur : 2,2 mm .

### Affinités
La conformation et la structure des ailes sont celles des Limnobiidés. La disposition des nervures est identique à celle des Limnophilinés en particulier des espèces Limnophila. En l'absence d'autres caractères (pattes, corps), il n'est pas possible de donner une détermination plus précise.

## Biologie
Les Limnophiles vivent au bord des eaux et dans les bois et prés humides. Les larves sont saprophages, rarement phytophages .

## Galerie
- Quelques espèces vivantes du genre Limnophila.
- Limnophila pictipennis.
- Limnophila rufibasis.
- Limnophila schranki.

### Publication originale
- [1939] Louis Piton et Nicolas Théobald, « Poissons, crustacés et insectes fossiles de l'Oligocène du Puy-de-Mur (Auvergne) », Mémoires de la Société des Sciences de Nancy, vol. 4,‎ 1939, p.77-123, 28 fig., 2 planches hors-texte.